# Ismayil Daghistanli
 (août 2022).
Ismayil Daghistanli (en azéri : İsmayıl Dağıstanlı, de son vrai nom
Ismayil Yusif oglu Hajiyev; né le 24 décembre 1906 (6 janvier 1907) à Zarna, district de Zagatala et mort le 1er avril 1980 à Bakou) est un acteur azerbaïdjanais, artiste du peuple de l'URSS (1974), artiste du peuple de la RSS d'Azerbaïdjan (1949).

## Carrière théâtrale
Ismayil Daghistanli commence à se produire sur scène en 1925 dans la société dramatique du club central ouvrier-paysan de Nukha (Cheki). Il étudie à l'Université technique du théâtre de Bakou (1926-1930). Depuis 1927, il se produit dans les scènes de masse du Théâtre Dramatique. À partir de 1930, il travaille par intermittence au théâtre dramatique, au théâtre dramatique d'Erevan (1936-1937), et organise à Derbend le théâtre azerbaïdjanais dont il est directeur et acteur (1932-1933).
Depuis 1938, il crée une série de personnages classiques sur la scène du Théâtre dramatique national azerbaïdjanais. En 1948, il reçoit le prix Staline et en 1972 et le prix de l'État de la République pour le rôle du grand gentilhomme dans le drame d'Ilyas Efendiyev La chanson est restée dans les montagnes.
Au cours des dernières années de sa vie, il travaille comme chef d'un département à l'Institut d'art d'Azerbaïdjan. Il publie plusieurs livres sur les acteurs et le théâtre.

## Récompenses et prix
- Prix Staline (2e degré) (1948)
- Prix d'État de la RSS d'Azerbaïdjan (1972)
- Ordre de Lénine (22 juillet 1949; 27 octobre 1967)
- Ordre du Drapeau rouge du travail (9 juin 1959)
- Ordre de l'amitié des peuples (12 janvier 1977)
- Médaille pour la défense du Caucase (1944)
- Médaille Pour un travail vaillant dans la Grande Guerre patriotique de 1941-1945 (1946)

## Titres honorifiques
- Artiste du peuple de l'URSS (11 juillet 1974)
- Artiste émérite de la RSS d'Azerbaïdjan (23 avril 1940)
- Artiste du peuple de la RSS d'Azerbaïdjan (21 juillet 1949)